# Pheugopedius eisenmanni
Pheugopedius eisenmanni là một loài chim trong họ Troglodytidae.